# МКС-70
МКС-70 — семидесятая долговременная экспедиция Международной космической станции (МКС), которая началась в момент отстыковки пилотируемого космического корабля «Союз МС-23» 27 сентября 2023 года, 07:54 UTC. Экспедиция начала работу в составе семи человек, перешедших из экипажа МКС-69.
5 марта 2024 года, 07:28 UTC в момент стыковки корабля SpaceX Crew-8 экспедицию пополнили ещё четыре члена экипажа. 11 марта 2024 года, 15:20 UTC предыдущий корабль SpaceX Crew-7 отстыковался от станции и вернулся на Землю с четырьмя членами экипажа 12 марта 2024 года, 09:47 UTC.
25 марта 2024 года, 15:02 UTC экспедицию пополнил ещё один член экипажа в момент стыковки корабля Союз МС-25. Завершилась экспедиция МКС-70 6 апреля 2024 года, 03:53 UTC в момент отстыковки от станции корабля Союз МС-24 с одним членом длительного экипажа МКС и двумя участниками экспедиции посещения ЭП-21.

## Экипаж
| Должность             | 27.09.23 — 05.03.24                    | 05 —11.03.24                           | 11.03 —25.03.24                     | 25.03—06.04.24                      | № полёта | Дата прибытия                           | Корабль доставки | Отбытие          | Корабль отбытия  |
| --------------------- | -------------------------------------- | -------------------------------------- | ----------------------------------- | ----------------------------------- | -------- | --------------------------------------- | ---------------- | ---------------- | ---------------- |
| Командир              | Андреас Могенсен, командир до 10.03.24 | Андреас Могенсен, командир до 10.03.24 |                                     |                                     | 2        | Перевод из МКС-69 (на МКС с 27.08.2023) | SpaceX Crew-7    | 11.03.2024       | SpaceX Crew-7    |
| Бортинженер           | Жасмин Могбели                         | Жасмин Могбели                         | 1                                   |                                     |          | Перевод из МКС-69 (на МКС с 27.08.2023) | SpaceX Crew-7    | 11.03.2024       | SpaceX Crew-7    |
| Бортинженер           | Сатоси Фурукава                        | Сатоси Фурукава                        | 2                                   |                                     |          | Перевод из МКС-69 (на МКС с 27.08.2023) | SpaceX Crew-7    | 11.03.2024       | SpaceX Crew-7    |
| Бортинженер           | Константин Борисов                     | Константин Борисов                     | 1                                   |                                     |          | Перевод из МКС-69 (на МКС с 27.08.2023) | SpaceX Crew-7    | 11.03.2024       | SpaceX Crew-7    |
| Бортинженер, командир | Олег Кононенко, командир с 10.03.24    | Олег Кононенко, командир с 10.03.24    | Олег Кононенко, командир с 10.03.24 | Олег Кононенко, командир с 10.03.24 | 5        | Перевод из МКС-69 (на МКС с 15.09.2023) | Союз МС-24       | Перевод в МКС-71 | Перевод в МКС-71 |
| Бортинженер           | Николай Чуб                            | Николай Чуб                            | Николай Чуб                         | Николай Чуб                         | 1        | Перевод из МКС-69 (на МКС с 15.09.2023) | Союз МС-24       | Перевод в МКС-71 | Перевод в МКС-71 |
| Бортинженер           | Лорел О’Хара                           | Лорел О’Хара                           | Лорел О’Хара                        | Лорел О’Хара                        | 1        | Перевод из МКС-69 (на МКС с 15.09.2023) | Союз МС-24       | 06.04.2024       | Союз МС-24       |
| Бортинженер           |                                        | Мэттью Доминик                         | Мэттью Доминик                      | Мэттью Доминик                      | 1        | 05.03.2024                              | SpaceX Crew-8    | Перевод в МКС-71 | Перевод в МКС-71 |
| Бортинженер           | Майкл Барратт                          | Майкл Барратт                          | Майкл Барратт                       | 3                                   |          | 05.03.2024                              | SpaceX Crew-8    | Перевод в МКС-71 | Перевод в МКС-71 |
| Бортинженер           | Джанетт Эппс                           | Джанетт Эппс                           | Джанетт Эппс                        | 1                                   |          | 05.03.2024                              | SpaceX Crew-8    | Перевод в МКС-71 | Перевод в МКС-71 |
| Бортинженер           | Александр Гребёнкин                    | Александр Гребёнкин                    | Александр Гребёнкин                 | 1                                   |          | 05.03.2024                              | SpaceX Crew-8    | Перевод в МКС-71 | Перевод в МКС-71 |
| Бортинженер           |                                        |                                        |                                     | Трейси Колдвелл-Дайсон              | 3        | 25.03.2024                              | Союз МС-25       | Перевод в МКС-71 | Перевод в МКС-71 |

10 марта 2024 года командование Международной космической станцией астронавт Андреас Могенсен передал космонавту Олегу Кононенко, которому предстоит командовать МКС до конца сентября 2024 года.
Российские космонавты Олег Кононенко и Николай Чуб перешли в состав экспедиции МКС-71 и совершат таким образом годовой полёт на МКС.

## Ход полёта

### Выходы в открытый космос
- 25-26 октября 2023 года,  Олег Кононенко и  Николай Чуб выход из модуля «Поиск» длительностью 7 ч 41 мин, космонавты отключили контуры дополнительного радиатора многоцелевого лабораторного модуля (МЛМ) «Наука», из которого 9 октября произошла утечка теплоносителя, также был установлен радиолокатор для наблюдения земной поверхности, ручной запуск студенческого наноспутник «Парус-МГТУ»[8].
- 1 ноября 2023 года,  Лорел О’Хара и  Жасмин Могбели, выход из модуля «Квест» длительностью 6 ч 42 мин, частичный демонтаж радиочастотной антенны, замена подшипникового узла поворотного шарнира левой солнечной батареи, установка крепления для последующего монтажа солнечных панелей[9].

### Принятые грузовые корабли
- SpaceX CRS-29, запуск 10 ноября 2023 года, 01:28 UTC[10], стыковка к модулю «Гармония» (IDA-2 на PMA-2) 11 ноября 2023 года, 10:08 UTC[11].
- «Прогресс МС-25», запуск 1 декабря 2023 года, 09:25 UTC[12], стыковка 3 декабря 2023 года, 11:18 UTC к модулю «Поиск»[13].
- Cygnus CRS NG-20, запуск 30 января 2024 года, 17:07 UTC[14], стыковка 1 февраля 2024 года, 12:14 UTC к надирному узлу модуля «Юнити» манипулятором Canadarm2[15].
- «Прогресс МС-26», запуск 15 февраля 2024 года, 03:25 UTC[16], стыковка 17 февраля 2024 года, 06:06 UTC к кормовому узлу модуля «Звезда»[17].
- SpaceX CRS-30, запуск 21 марта 2024 года, 20:55 UTC[18], стыковка 23 марта 2024 года, 11:19 UTC к модулю «Гармония» (IDA-3 на PMA-3)[19].

### Отстыкованные грузовые корабли
- «Прогресс МС-23», отстыковка от зенитного стыковочного узла модуля «Поиск» 29 ноября 2023 года, 07:55 UTC[20], затопление 29 ноября 2023 года, 11:43 UTC[21].
- SpaceX CRS-29, отстыковка от модуля «Гармония» (IDA-2 на PMA-2) 21 декабря 2023 года, 22:05 UTC[22], приводнение 22 декабря 2023 года, 17:33 UTC[23].
- Cygnus CRS NG-19, отстыковка от надирного узла модуля «Юнити» 22 декабря 2023 года, 13:07 UTC[24], затопление 9 января 2024 года, 18:22 UTC.
- «Прогресс МС-24», отстыковка от кормового узла модуля «Звезда» 13 февраля 2024 года, 02:09 UTC[25], затопление 13 февраля 2024 года[26].

### Экспедиции посещения
- SpaceX AX-3 (Axiom-3) — третий краткосрочный туристический/коммерческий пилотируемый полёт космического корабля серии Dragon 2 к МКС. Запуск 18 января 2024 года, 21:49 UTC[27], стыковка 20 января 2024 года, 10:44 UTC к модулю «Гармония» (IDA-2 на PMA-2)[28], отстыковка 7 февраля 2024 года, 14:20 UTC[29], возвращение на Землю 9 февраля 2023 года, 13:30 UTC[30].
- ЭП-21 в составе  Олега Новицкого и первой женщины-космонавта Беларуси, а также первого космонавта Беларуси как независимой страны  Марины Василевской. Запуск 23 марта 2024 года, 12:36 UTC, стыковка 25 марта 2024 года, 15:02 UTC[5] к модулю «Рассвет», отстыковка 6 апреля 2024 года, 03:53 UTC, возвращение на Землю 6 апреля 2024 г., 07:17 UTC[31]